# Гранатомёт

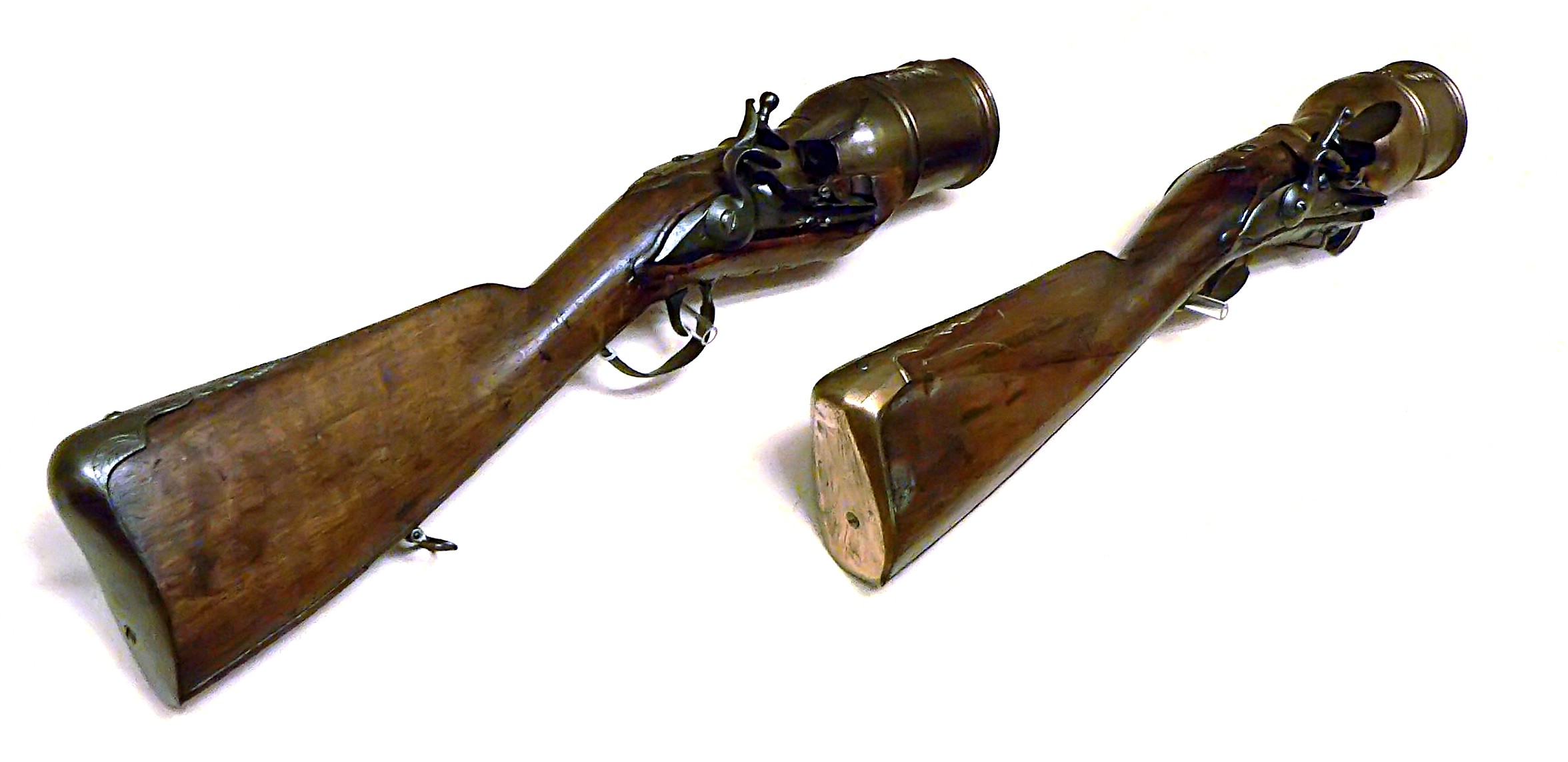
Старинные кремнёвые гранатомёты XVIII века.

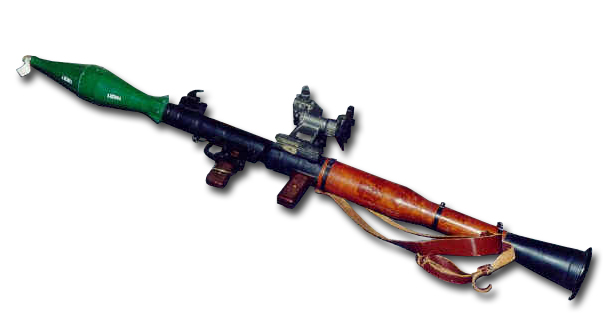
РПГ-7

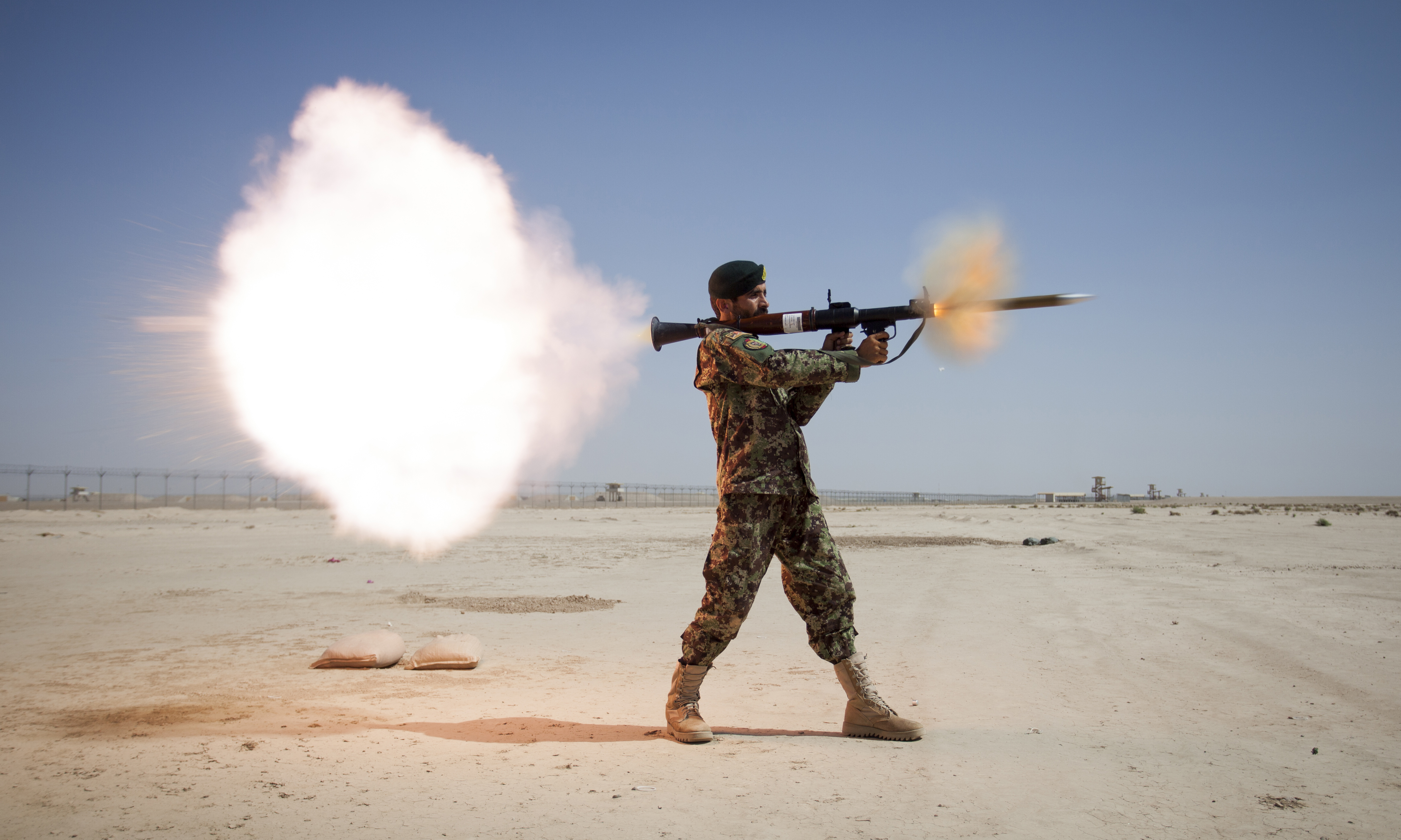
Стрельба из РПГ-7

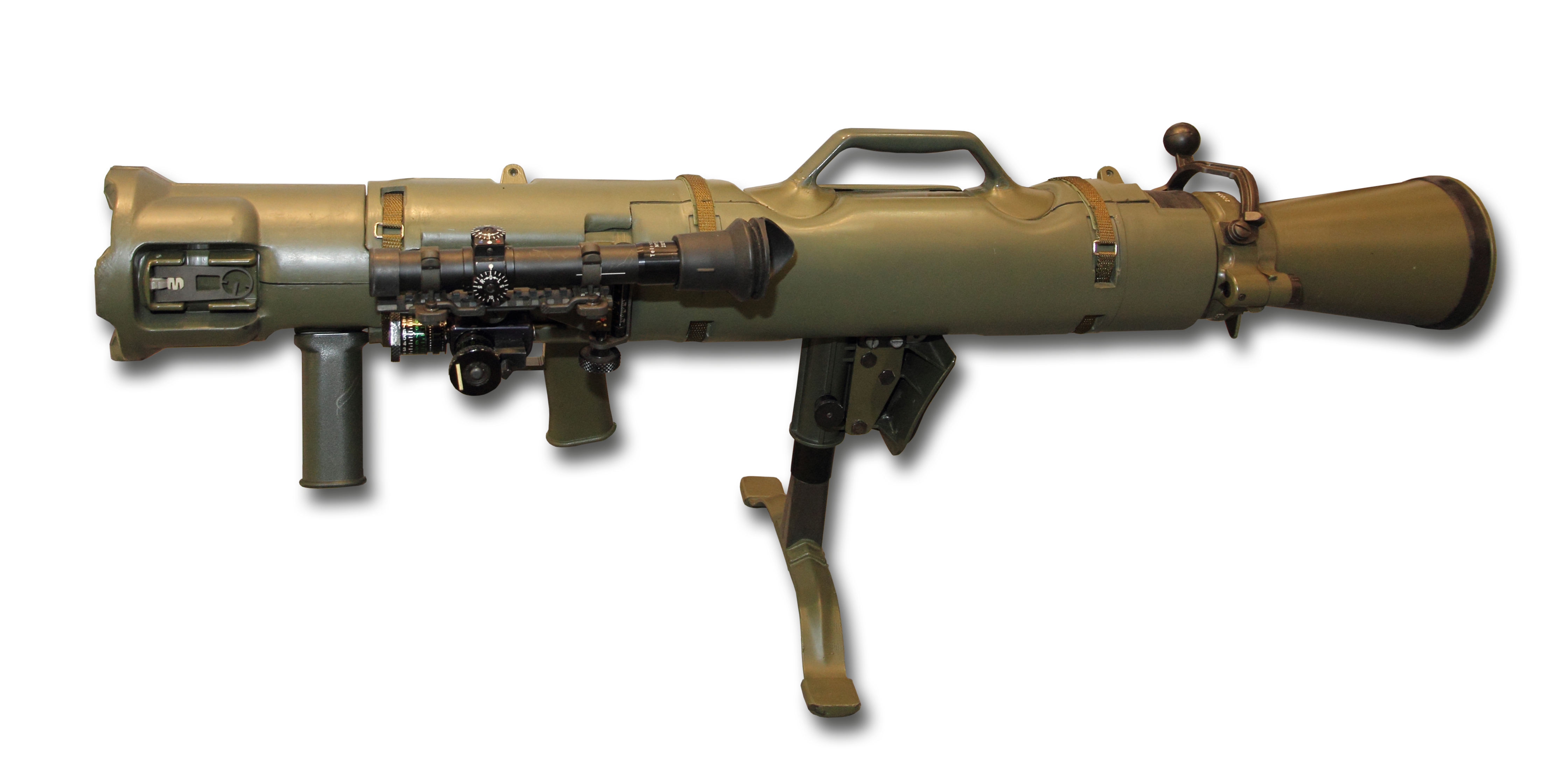
M3

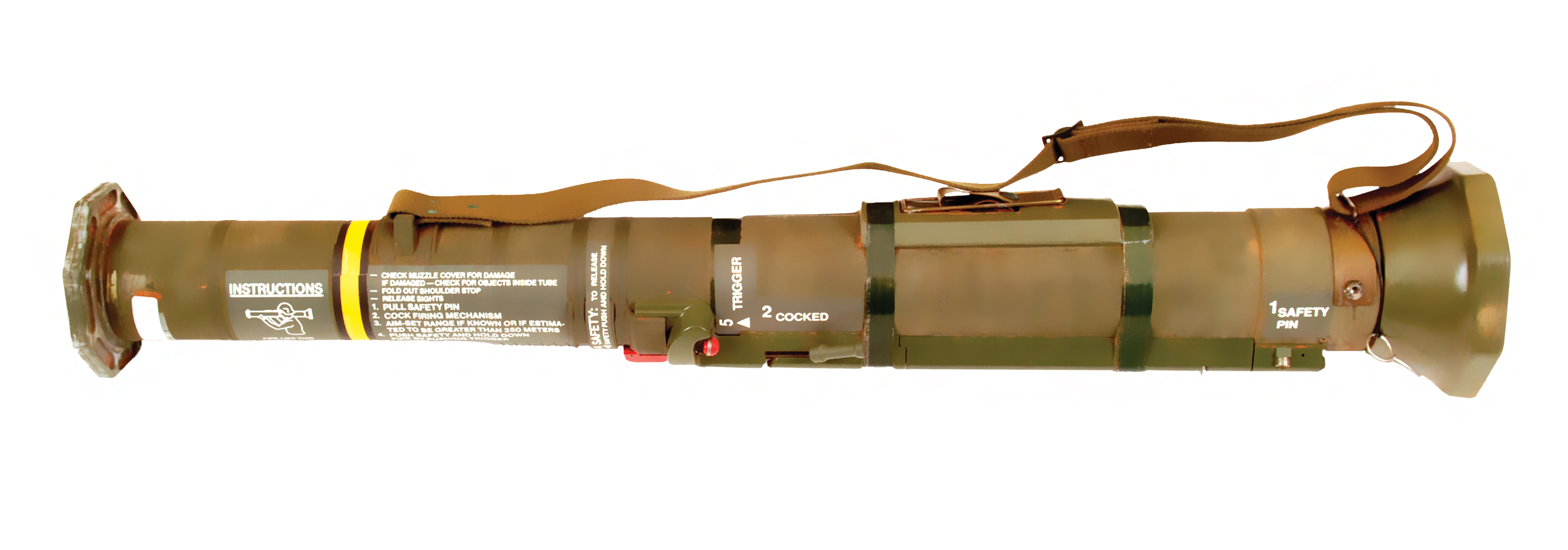
AT4

Гранатомёт — огнестрельное оружие, предназначенное для поражения вооружения и военной техники, сооружений а также живой силы противника, с помощью выстрела боевым припасом (БП), других задач (в зависимости от БП), значительно превосходящим по калибру патрон стрелкового оружия.
В соответствии с конструкцией, основным предназначением может быть дульным, подствольным, противопехотным, противотанковым, ручным, станковым и так далее. Боевой припас гранатомёта называется гранатомётным выстрелом. Прообразом гранатомёта являются кремнёвые, а поначалу и фитильные ручные мортирки для стрельбы ручными гранатами, известные с XVI века. Пётр I широко их ввёл в русской армии, и оснащались ими бомбардиры. На вооружении стрелкового отделения пехоты РККА стоял гранатомёт системы Дьяконова (ручная мортирка для метания гранат). Фактически словом «гранатомёт» обозначаются несколько классов оружия: так, гранатомёты бывают дульными (как ствольными, так и безствольными), подствольными, станковыми и ручными, одноразовыми и многоразовыми; они могут отличаться и по принципу действия.

## Дульные гранатомёты

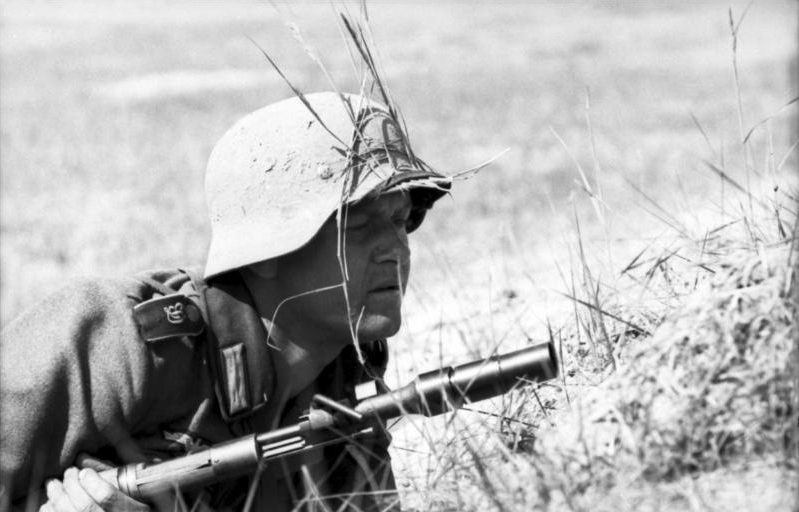
Дульный гранатомёт 1943 года

Метают винтовочные гранаты с помощью выстрела холостым или боевым патроном из штатного винтовочного ствола. Крепятся на дуле огнестрельного оружия (винтовки или автомата). Обычно винтовочная граната предназначена для стрельбы холостым патроном. Пороховые газы при холостом выстреле истекают из дула и разгоняют гранату. Менее распространены системы, где для запуска винтовочной гранаты стреляют боевым патроном. В них либо внутри гранаты имеется пулеуловитель, либо граната имеет сквозное отверстие, через которое свободно проходит пуля, а оставшегося в стволе давления газов хватает для придания гранате некоего ускорения.
Ствольные системы представляют собой миниатюрный ствол (мортирку), который крепится на дуло винтовки или автомата, в котором граната разгоняется винтовочным выстрелом холостого патрона. Ствольные гранатомёты были распространены в первой половине XX века, однако во второй половине столетия сошли на нет.
Бесствольные системы обходятся без такого ствола-мортирки — они имеют длинный хвостовик (стержень, либо трубку). Стержень вставляется в ствол, и пороховые газы, выталкивая его из ствола, разгоняют гранату. Однако такая схема плохо подходила для малокалиберных (6—8 мм) винтовок конца XIX—XX века, так как тонкий стержень мог заклинить при выстреле. Кроме того, стержень повреждает нарезку ствола. Трубка в бесствольных системах, наоборот, надевается на ствол (в этом случае на нём либо не должно быть пламегасителя, либо пламегаситель должен быть специальной конструкции). При выстреле граната блокирует выход пороховых газов, и те разгоняют её. В полёте винтовочная граната стабилизируется оперением. Бесствольные дульные гранатомёты и сейчас состоят на вооружении многих армий мира (в частности, США, Франции, Великобритании, Сербии и др.).

## Подствольные и ручные гранатомёты
M-203

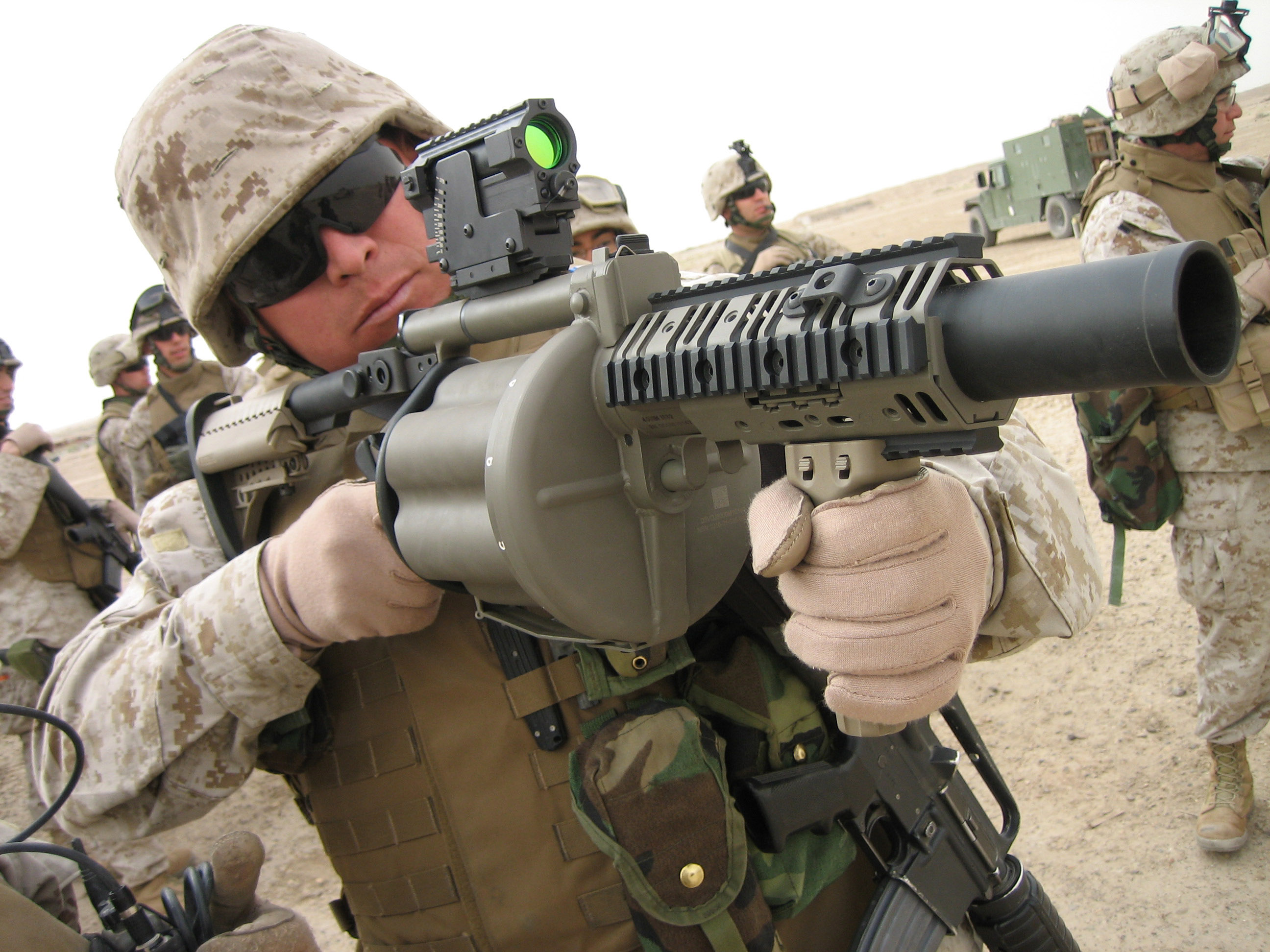
Револьверный ручной гранатомёт M32 Milkor

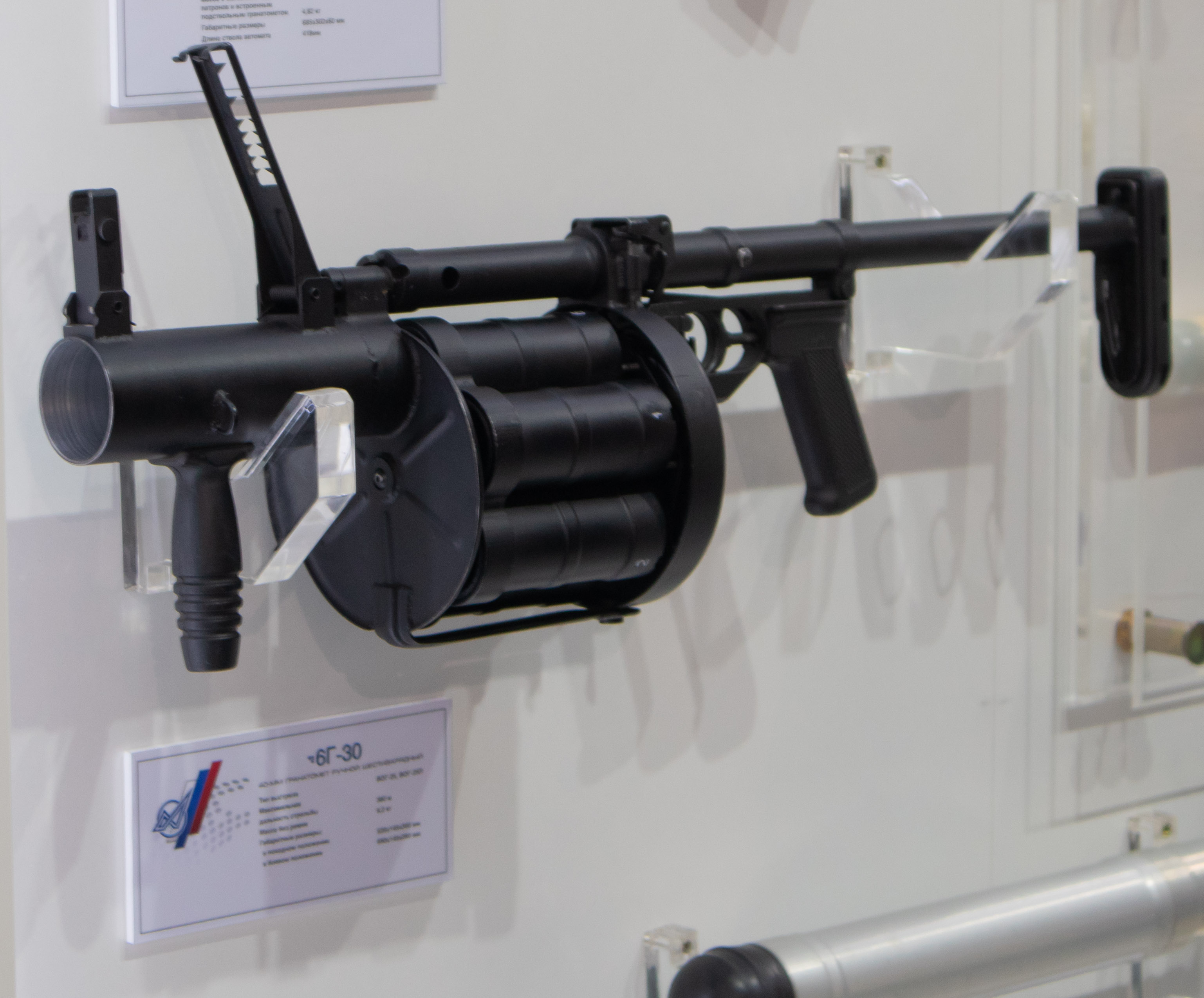
Револьверный ручной гранатомёт РГ-6

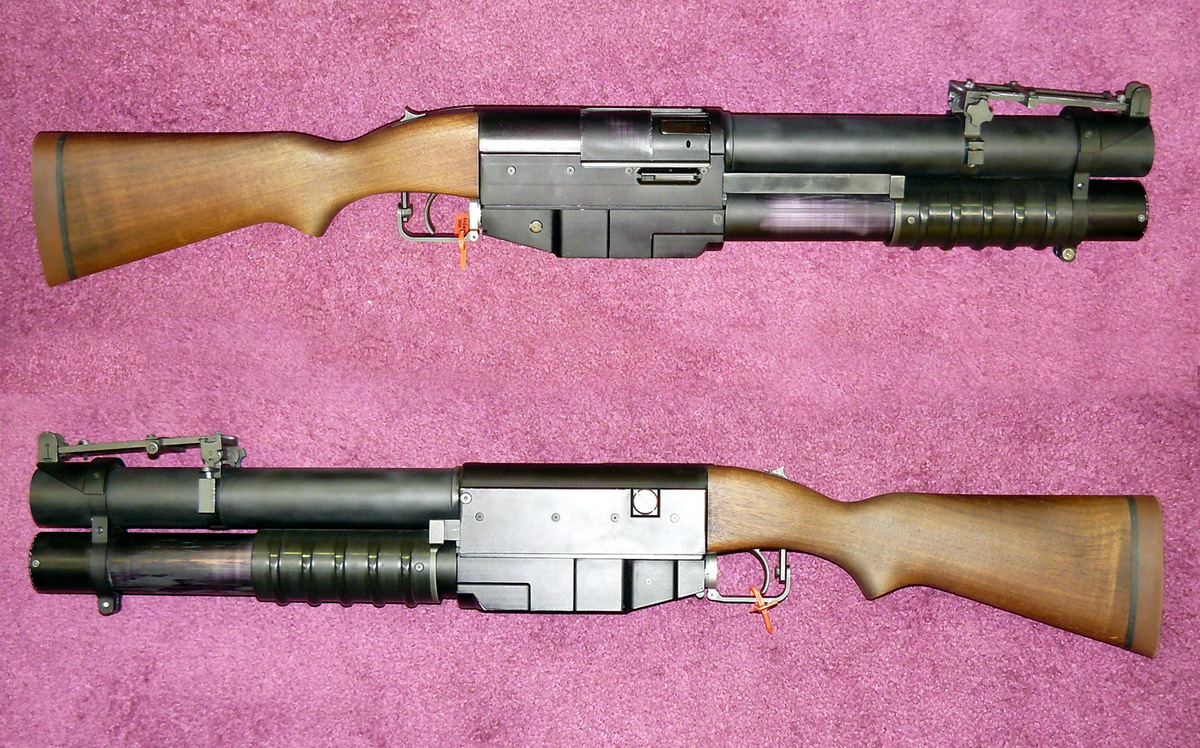
40-мм помповый ручной гранатомёт EX-41 с магазином на 3 гранаты

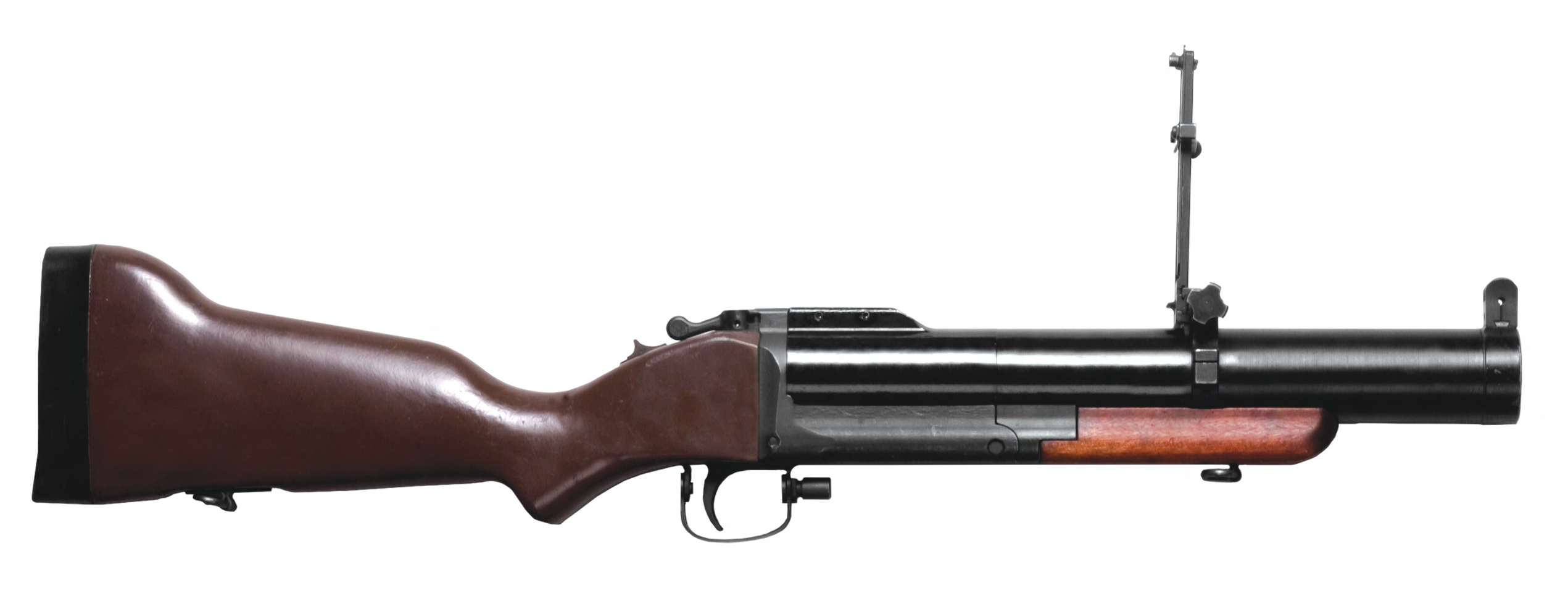
Однозарядный ручной гранатомёт M79 Thumper

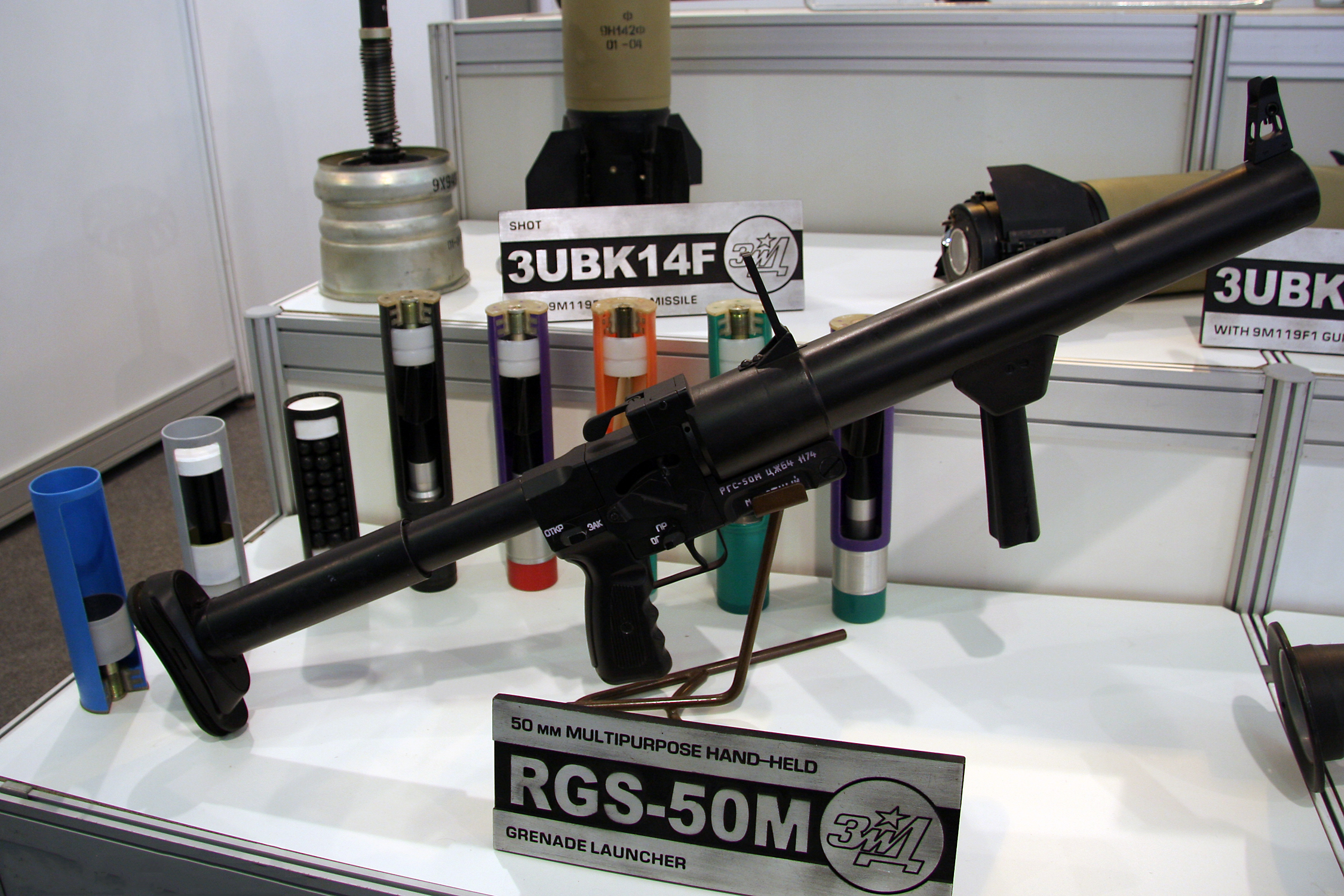
Однозарядный ручной гранатомёт РГС-50

Подствольные, станковые и ручные гранатомёты представляют собой отдельные стрелковые устройства, стреляющие унитарным гранатомётным выстрелом. Такие выстрелы сделаны по двухкамерной схеме, подобно миномётному выстрелу, но с применением гильзы и нарезного ствола. При выстреле пороховой заряд разрывает колпачок на донце гильзы, пороховые газы попадают в главную камеру относительно медленно, и их нарастающее давление разгоняет гранату. Такая схема позволяет иметь относительно небольшую отдачу при высокой массе метаемого снаряда (180—500 г). Однако при этом ограничивается начальная скорость, дальность и точность выстрела.
Подствольные гранатомёты представляют собой ствол со спусковым механизмом, крепятся под стволом винтовки (автомата) и служат для увеличения возможностей оружия. В ВС России, как правило, минимум один стрелок в отделении имеет подствольный гранатомёт. Подствольные гранатомёты состоят на вооружении таких государств как Россия, США, Израиль, Украина, Белоруссия и прочие.
Дульный гранатомёт имеет то преимущество перед подствольным, что винтовочная граната может иметь более крупные размеры. В результате противотанковые винтовочные гранаты по эффективности приближаются к реактивным противотанковым гранатомётам. Второе преимущество дульного бесствольного гранатомёта в том, что граната надевается непосредственно на ствол, поэтому стрелок не обременён лишним грузом (в отличие от бойца с «подствольником», который постоянно носит и автомат, и гранатомёт). Однако подствольный гранатомёт имеет по сравнению с дульным то преимущество, что стрелок, даже зарядив гранатомёт, может вести огонь из автомата (винтовки). Дульные системы этого не позволяют, так как при надетой гранате первый же выстрел из автомата (винтовки) приведёт к запуску гранаты, не говоря уже о том, что в большинстве случаев для стрельбы из дульного гранатомёта нужно перезарядить оружие холостым патроном, что в боевой обстановке бывает проблематичным.
Ручной гранатомёт часто совместим с подствольным и представляет его отдельный вариант с пистолетной рукояткой, прицелом и прикладом. Кроме однозарядного варианта, схожего по устройству с одноствольным охотничьим ружьём (ствол переламывается для заряжания) есть многозарядные варианты, как правило, револьверного типа, с барабаном на 6—12 выстрелов. Ручные гранатомёты, как правило, применяются полицейскими силами для метания газовых или светошумовых гранат. Ручные гранатомёты активно использовались армией США во Вьетнамской войне (модель M79). В настоящее время у западных армий, включая и армию США, вновь наблюдается интерес к ручным гранатомётам, но уже в многозарядном варианте. В основе таких разработок лежит прогресс в области миниатюрных дистанционных взрывателей. Такой многозарядный вариант мог бы выполнять в бою роль ручного оружия поддержки, представляющего нечто среднее между автоматическим станковым гранатомётом и ручным пулемётом.
К ручным относятся и гранатомёты, находящиеся во время стрельбы на плече, в том числе известный РПГ-7.

## Станковый гранатомёт

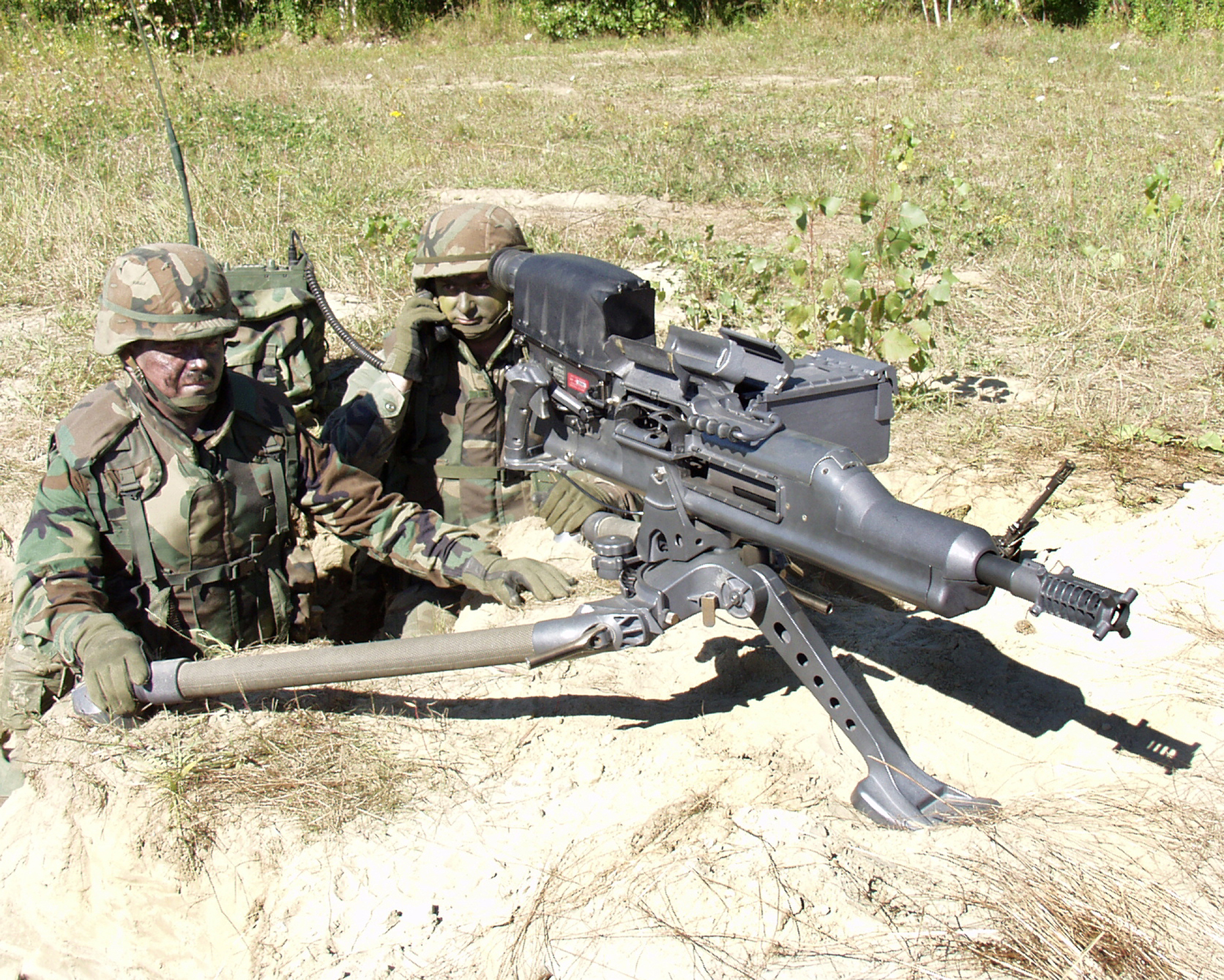
25-мм автоматический гранатомёт XM307 ACSW.

Треножный оружейный станок был изобретён ещё в XVIII веке (ружьё Пакла), однако, настолько опередил своё время, что не вызвал никакого интереса у армии и флота.
Во время финской войны в СССР применялся опытный гранатомёт Таубина, который, однако, не был принят на вооружение как «ненужный» по причине наличия миномётов.
Представляет собою средство огневой поддержки взвода; при размерах и массе, близких к станковым и единым пулемётам, а также схожем устройстве, он использует выстрелы большей мощности. Наиболее современные образцы оснащаются также компьютеризированными прицелами, гранатами самого разного действия и могут подменять артиллерию и миномёты. Также существуют варианты установки на бронетехнике, кораблях и вертолётах, в подвижных или неподвижных установках.
| Перейти к шаблону «Сравнение современных автоматических станковых гранатомётов» | УАГ-40                                                                 | АГС-40             | Mk.47 mod.0 | HK GMG  | Vektor Y3 AGL                                           | SB LAG 40 | Daewoo K4 | Howa Type 96 |
| ------------------------------------------------------------------------------- | ---------------------------------------------------------------------- | ------------------ | ----------- | ------- | ------------------------------------------------------- | --------- | --------- | ------------ |
| Внешний вид                                                                     | УАГ-40                                                                 | АГС-40             |             | HK GMG  | Vektor Y3 AGL                                           | SB LAG 40 | Daewoo K4 | Howa Type 96 |
| Годы производства                                                               | с 2010                                                                 | с 2008             | c 2003      | н/д     | c 2007                                                  | н/д       | с 1992    | с 1996       |
| Калибр, мм                                                                      | 40 x 53                                                                | 40 мм безгильзовый | 40 x 53     | 40 x 53 | 40 x 53                                                 | 40 x 53   | 40 x 53   | 40 x 53      |
| Лента, выстрелов                                                                | н/д                                                                    | 20                 | н/д         | 32      | н/д                                                     | 24/32     | н/д       | 50           |
| Масса тела гранатомёта                                                          | 17,0                                                                   | н/д                | 18,0        | 29,0    | 18,0                                                    | н/д       | 35,3      | 24,5         |
| Общая масса                                                                     | 31,0                                                                   | 32                 | 41,0        | 46,5    | 33,1                                                    | 34,0      | 65,9      | н/д          |
| Длина ствола, мм                                                                | 400                                                                    | 400                | 330         | 577     | 335                                                     | 415       | 412       | 454          |
| Длина гранатомёта, мм                                                           | 960                                                                    | н/д                | 940         | 1175    | 861                                                     | 960       | 1094      | 975          |
| Скорострельность, выстрелов/мин                                                 | 400                                                                    | 400                | 225—300     | 340     | 280—320                                                 | 215       | 350       | 250—350      |
| Начальная скорость гранаты, м/с                                                 | 240                                                                    | 240                | н/д         | 245     | 240                                                     | 242       | 240       | н/д          |
| Прицел                                                                          | механический (база), оптический или оптико-электронный (дополнительно) | ПАГ-17             | AN/PWG-1    | н/д     | оптический или электронный (баллистический вычислитель) | н/д       | н/д       | н/д          |
| Максимальная дальность стрельбы, м                                              | 2200                                                                   | 2500               | 2200        | 2200    | 2200                                                    | 2200      | 2200      | н/д          |

Сноски
1. ↑  Масса со станком и прицелом без патронной коробки (ленты)
2. ↑  Прицельный комплекс AN/PWG-1 включает в себя дневной телевизионный канал с 3х увеличением и выводом изображения на встроенный дисплей, лазерный дальномер и баллистический вычислитель. Прицел также имеет интерфейс для подключения к нему ночного прицела, работающего в ИК-диапазоне, с выводом изображения ночного канала на дисплей.

## Принципы действия

### С традиционным принципом действия
Исторически первые гранатомёты имели тот же принцип действия, что и ружья и мортиры: в стволе, закрытом сзади, неподвижный пороховой заряд воспламеняется, пороховые газы толкают гранату, и после вылета она продолжает движение по инерции. Этот принцип используют, в частности, современные подствольные гранатомёты.

### Spigot mortar

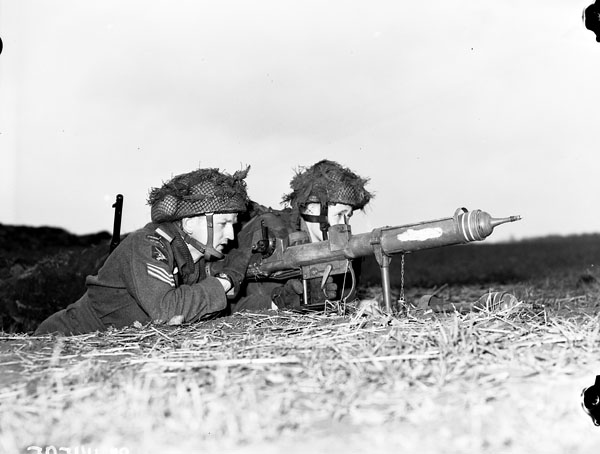
Канадские солдаты с PIAT

В британской армии во время второй мировой войны использовались гранатомёты, называемые spigot mortar. В них труба, открытая назад, крепилась на гранате. На самом гранатомёте имелся поршень, вставляемый в трубу. Пороховые газы, расширяясь, отталкивали трубу с гранатой от поршня. Так как пороховой заряд был закреплён в трубе на гранате, то принцип можно назвать реактивным. К моменту отделения гранаты с трубой от поршня порох успевал сгореть, поэтому пороховые газы не обжигали лицо стреляющего. Далее граната летела по инерции. Наиболее известным представителем этого типа был PIAT (Англия, 1942 год).

### Механические

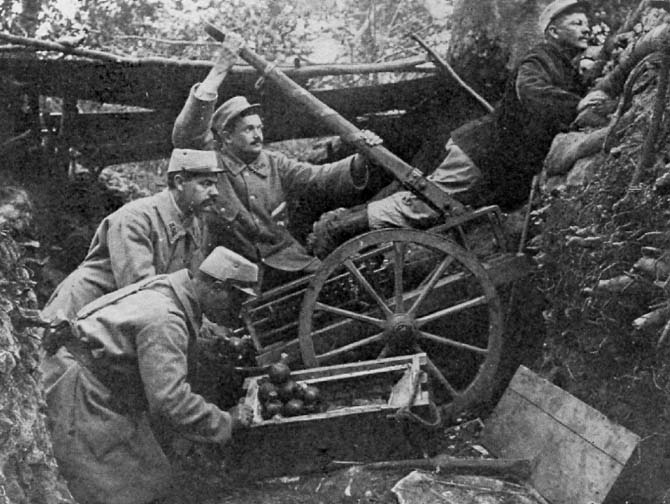
Французские войска используют катапульту для метания ручных гранат по противнику. Первая мировая война.

Время от времени для метания гранат использовались кустарные самодельные механические приспособления, не использующие взрывчатые вещества. К ним относились пружинный гранатомёт лейтенанта Гротарда, центробежные гранатомёты и гранатомёты-катапульты.

### С простым реактивным маршевым двигателем

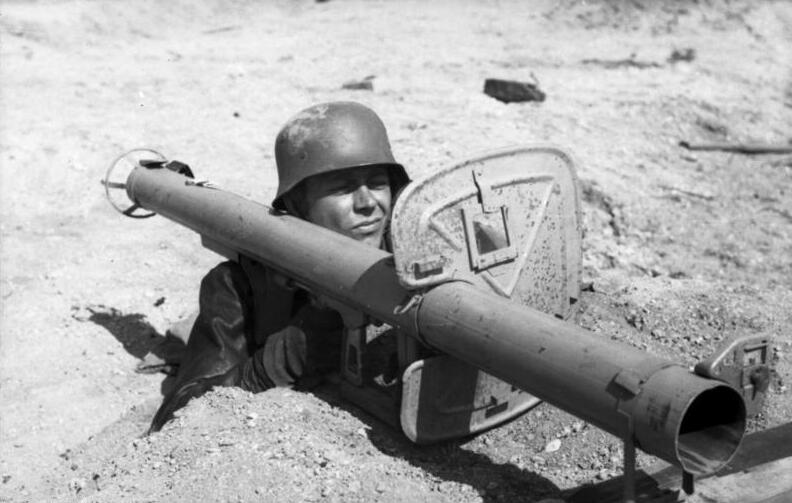
Солдат Третьего рейха с панцершреком.

Такие гранатомёты, как «реактивное ружьё» Б. С. Петропавловского (1931), Панцершрек (Германия, 1943) и Blindicide RL-83, представляли собой открытую с обоих концов трубу, внутри которой имелась ракета - граната с прикреплённым к ней пороховым зарядом. За счёт реактивного двигателя граната не только стартовала, но и продолжала разгон после вылета из ствола. Чтобы раскалённые газы от ракеты не обжигали лицо, использовался противогаз либо щит на гранатомёте.

### С реактивным зарядом, сгорающим в пределах пусковой трубы
В таких гранатомётах, как Bazooka M1 (США, 1942 год) и РПГ-18 «Муха», хотя пороховой заряд тоже был прикреплён к гранате, разгоняющейся внутри открытой в обеих сторон трубы, но этот заряд успевал сгорать до вылета гранаты, поэтому вне трубы она летела по инерции. Лицо стреляющего в нормальных условиях не обжигалось, но приходилось жертвовать либо эффективной дальностью, либо массой гранаты.

### Динамо-реактивные гранатомёты

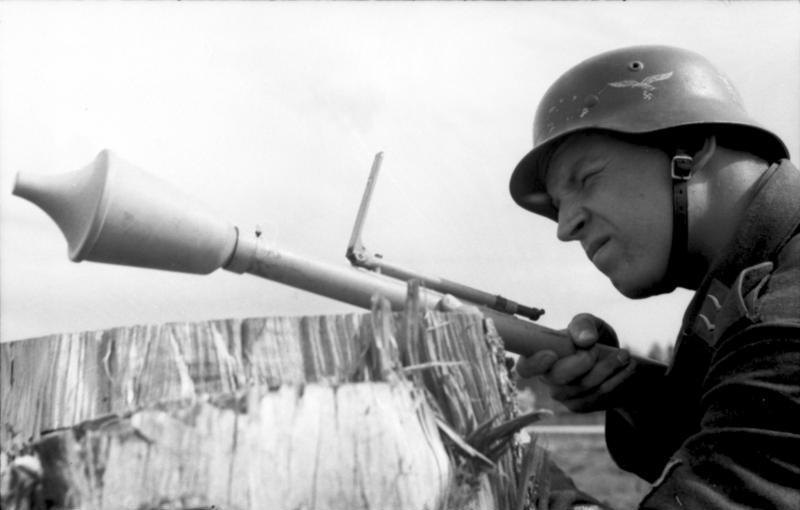
Малый фаустпатрон

Эти гранатомёты работали на следующем принципе: метательный заряд сгорает внутри открытой с обоих концов трубы и в процессе сгорания остается на месте как в обычном безоткатном орудии. К ним относились, например, Фаустпатрон, Панцерфауст, Grg m/48 "Карл Густав".

### Комбинированные реактивные гранатомёты
Выстрел делится на три части: головную часть, обеспечивающую непосредственное поражение цели, реактивный двигатель, обеспечивающий разгон гранаты на траектории полёта, и пороховой заряд, обеспечивающий вылет гранаты из трубы гранатомёта. Реактивный двигатель начинает работу, когда граната удалилась на безопасное расстояние и уже не может обжечь лицо. На таком принципе основан, например, РПГ-7
| Iголовная часть 1головная часть взрывателя 2токопроводящий конус 3обтекатель 4кумулятивная воронка 5корпус 6разрывной заряд 7проводник 8донная часть взрывателя | IIреактивный двигатель 9сопловой блок 10сопло 11корпус реактивного двигателя 12пороховой заряд реактивного двигателя 13дно ракетного двигателя 14капсюль-воспламенитель | IIIпороховой заряд 15перьевой стабилизатор 16гильза из бумаги 17пороховой заряд 18турбинка 19трассёр 20пыж из пенопласта |

## Гранатомёт в играх
Гранатомёт часто используется в играх в качестве тяжёлого оружия. В играх серии GTA гранатомёт присутствует во всех восьми частях.